# Tancredo Pinochet
Tancredo Pinochet Le-Brun (Talca, 17 de março de 1879 — 1957) foi um político e intelectual nacionalista chileno, jornalista autodidata, acadêmico e autor de crônicas, ensaios, contos e romances. Foi reitor da Escola de Artes e Ofícios (atual Universidade de Santiago do Chile).
Como escritor, fez parte da chamada "geração do centenário", onde seus livros La conquista de Chile en el siglo xx (1909) e Inquilino en la Hacienda de Su Excelencia (1916) fizeram uma ácida crítica à entrega dos recursos naturais nacionais aos imperialistas estrangeiros e ao tratamento desumano que os inquilinos recebiam nas fazendas da aristocracia chilena. Junto com Alberto Edwards Vives, Francisco Antonio Encina e Luis Galdames Galdames (que também fizeram parte do movimento intelectual mencionado) fundou o Partido Nacionalista (1910-1914), o primeiro partido desta ideologia no Chile.